# Landgericht Stuttgart

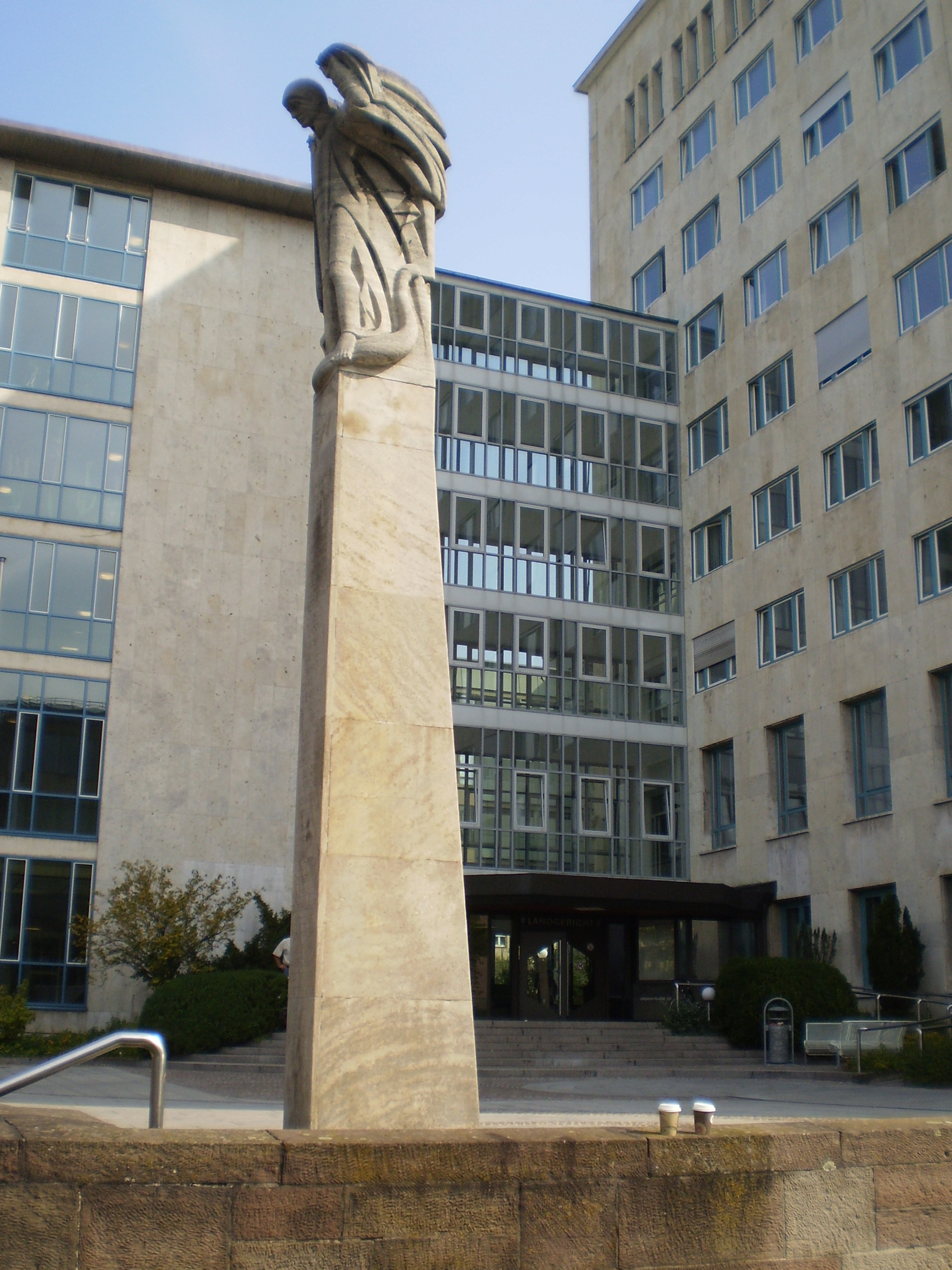
Landgericht Stuttgart, von links nach rechts: Langbau, Verbindungstrakt, Hochhaus. Im Vordergrund: Verfassungssäule, 2009.

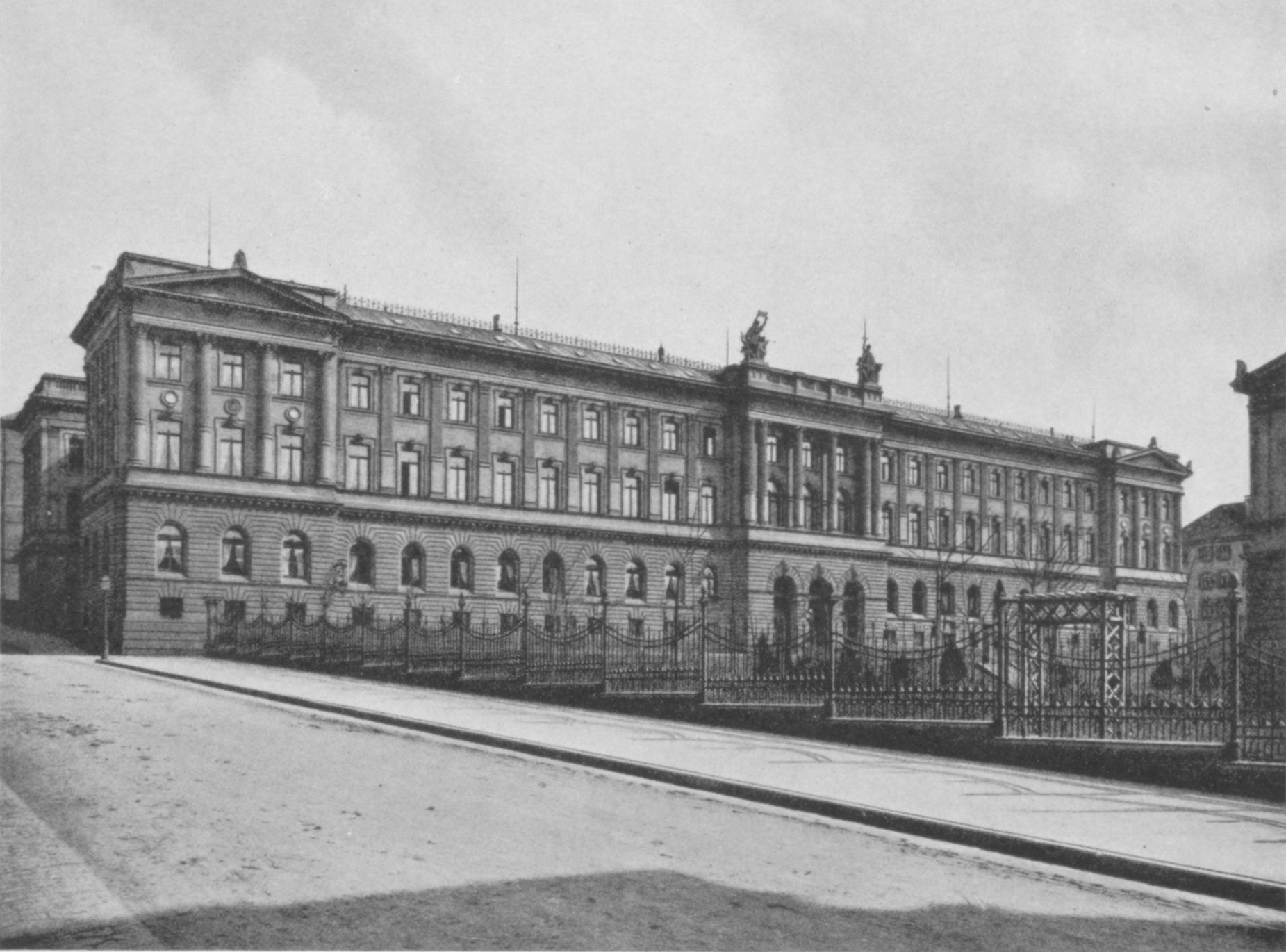
Das 1879 eröffnete und 1944 zerstörte Justizgebäude an der Urbanstraße

Das Landgericht Stuttgart ist ein Gericht der ordentlichen Gerichtsbarkeit und eines von acht Landgerichten im Bezirk des Oberlandesgerichts Stuttgart. Der Gerichtsbezirk des Landgerichts umfasst die beiden Amtsgerichte in Stuttgart und neun Amtsgerichte im Umkreis von Stuttgart. Das Landgericht ist in erster Instanz und als Berufungs- und Beschwerdeinstanz für Zivil- und Strafsachen sowie in Angelegenheiten der Freiwilligen Gerichtsbarkeit zuständig.
Das Landgericht befindet sich im Stuttgarter Justizviertel an der Urbanstraße, an gleicher Stelle wie das 1875–1879 erbaute und 1944 zerstörte Justizgebäude (siehe Justizviertel und Gebäude).

## Gericht

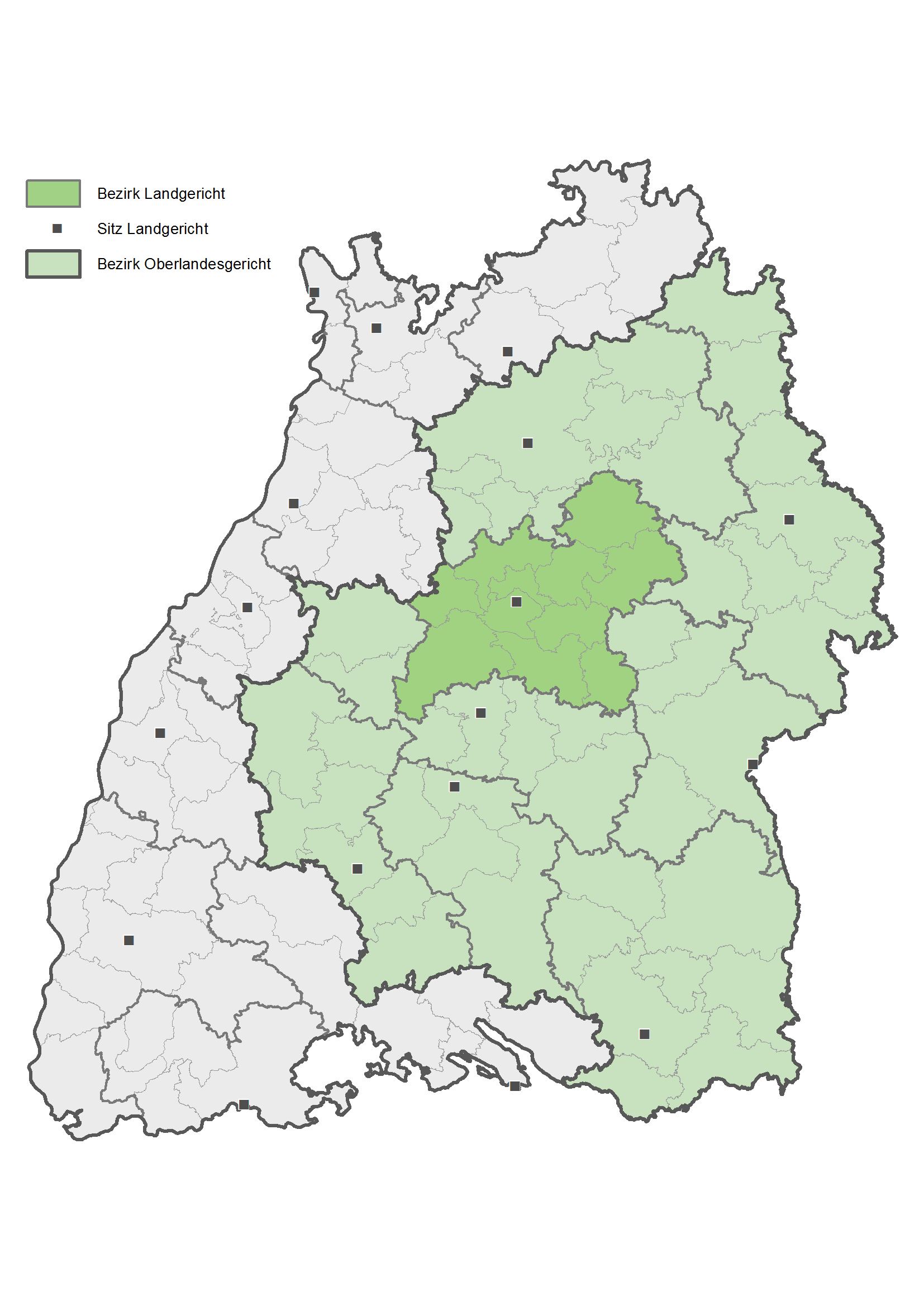
Landgerichtsbezirk Stuttgart (dunkel) im Oberlandesgerichtsbezirk Stuttgart (hellgrün) in Baden-Württemberg

Das Landgericht Stuttgart ist ein Gericht der ordentlichen Gerichtsbarkeit. Es ist das größte Gericht Baden-Württembergs und eines der größten Landgerichte in Deutschland. Das Landgericht hat seinen Sitz in Stuttgart und ist eines von acht Landgerichten im Bezirk des Oberlandesgerichts Stuttgart. Zum Gerichtsbezirk des Landgerichts gehören die Amtsgerichte Backnang, Böblingen, Esslingen am Neckar, Kirchheim unter Teck, Leonberg, Ludwigsburg, Nürtingen, Schorndorf, Stuttgart, Stuttgart-Bad Cannstatt und Waiblingen. Für den gesamten Landgerichtsbezirk ist die Staatsanwaltschaft Stuttgart zuständig.
Das Landgericht ist nach dem Gerichtsverfassungsgesetz vor allem zuständig für Zivilrechtsstreitigkeiten, Strafsachen und Angelegenheiten der Freiwilligen Gerichtsbarkeit in erster Instanz und als Berufungs- und Beschwerdeinstanz. Der Dienstvorstand des Landgerichts ist eine Präsidentin oder ein Präsident. Das von allen Richtern des Gerichts gewählte Präsidium legt jährlich im Voraus im Geschäftsverteilungsplan die Zuweisung der anstehenden Verfahren an eine der Kammern fest.

## Gebäude
Das Stuttgarter Justizviertel (oder Gerichtsviertel) mit dem Oberlandesgericht und dem Landgericht befindet sich in dem Geviert zwischen Olgastraße und Urbanstraße bzw. Ulrichstraße und Archivstraße.

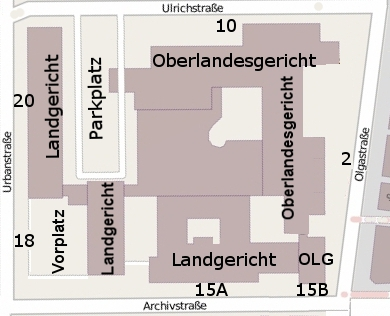
Plan des Stuttgarter Justizviertels.

Das Gebäude des Oberlandesgerichts an der Ulrichstraße 10 und der Olgastraße 2 enthält außer den Räumen des Oberlandesgerichts:
- 18 Gerichtssäle, die von Oberlandesgericht und Landgericht gemeinsam genutzt werden,
- die Verwaltungsabteilung,
- den Verfassungsgerichtshof,
- den Anwaltsgerichtshof
- und den Dienstgerichtshof für Richter.

Die drei zusammenhängenden Gebäude des Landgerichts bestehen aus tertiärem Randengrobkalk von Tengen. Sie liegen an der Urbanstraße auf dem Gelände des 1875–1879 erbauten und 1944 zerstörten Justizgebäudes:
- Langbau an der Urbanstraße 20, Höhe 24 Meter, Länge 67 Meter, 6 Stockwerke und 2 Untergeschosse, Hauptfassadenverkleidung aus Gauinger Travertin, Bauzeit: 1954–1956.
- Hochhaus an der Ecke Urbanstraße 18 und Archivstraße („Turm der Gerechtigkeit“), durch einen Vorplatz von der Urbanstraße zurückgesetzt, Höhe 33 Meter, 9 Stockwerke, Bauzeit: 1950–1953. Der frühere Eingang links neben dem Hochrelief wurde zugemauert.
- Verbindungstrakt zwischen beiden Gebäuden mit Etagenübergängen und dem Haupteingang des Landgerichts, 6 Stockwerke.

Das Gebäude des ehemaligen Amtsgerichts an der Archivstraße 15A, der einzige weitgehend erhaltene Teil des zerstörten Justizgebäudes, gehört seit 2001 ebenfalls zum Landgericht. In dem benachbarten Neubau Archivstraße 15B ist die Bibliothek des Oberlandesgerichts untergebracht.

## Kunst am Bau

### Verfassungssäule

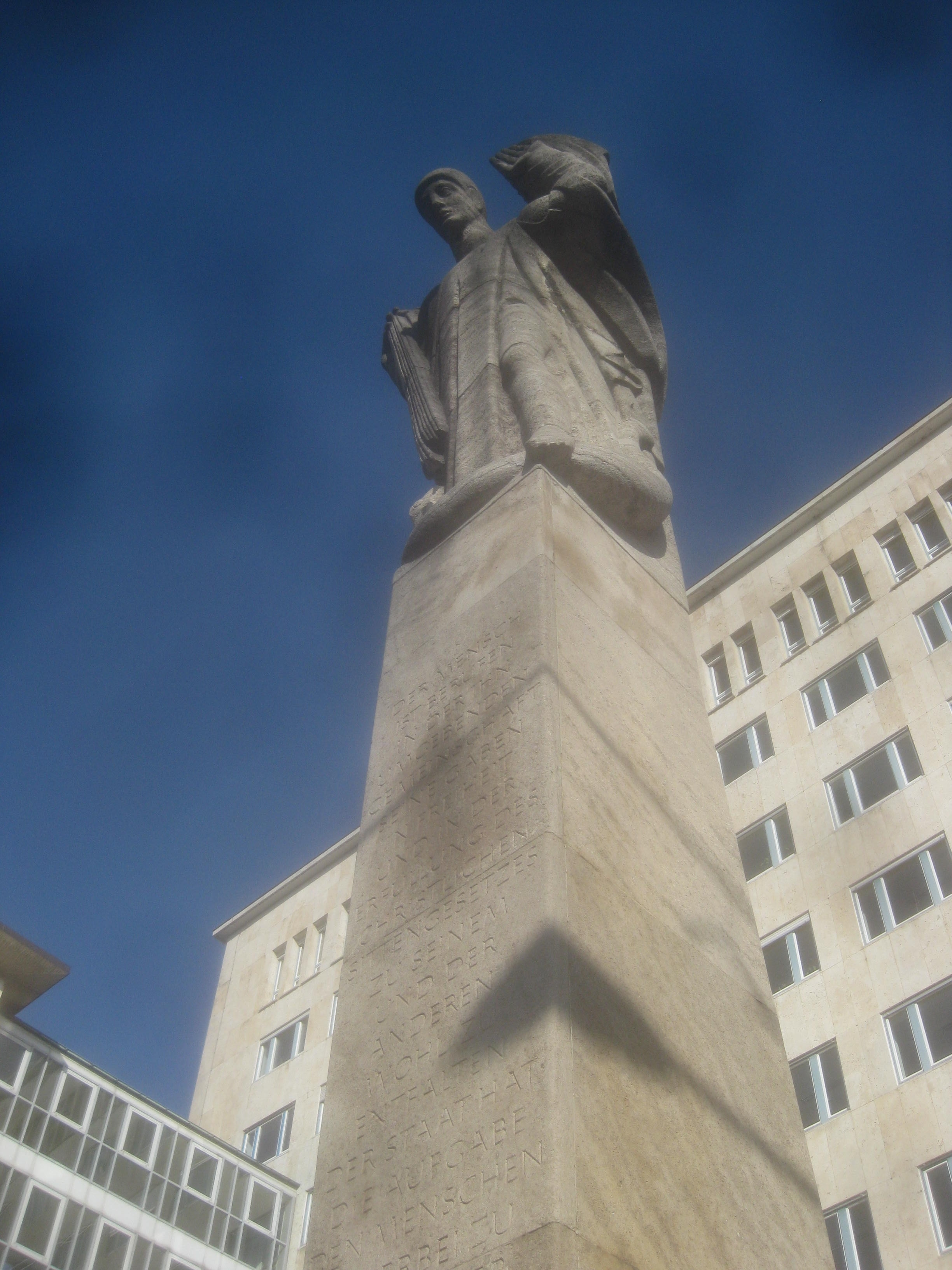
Verfassungssäule (siehe auch #Titelbild).

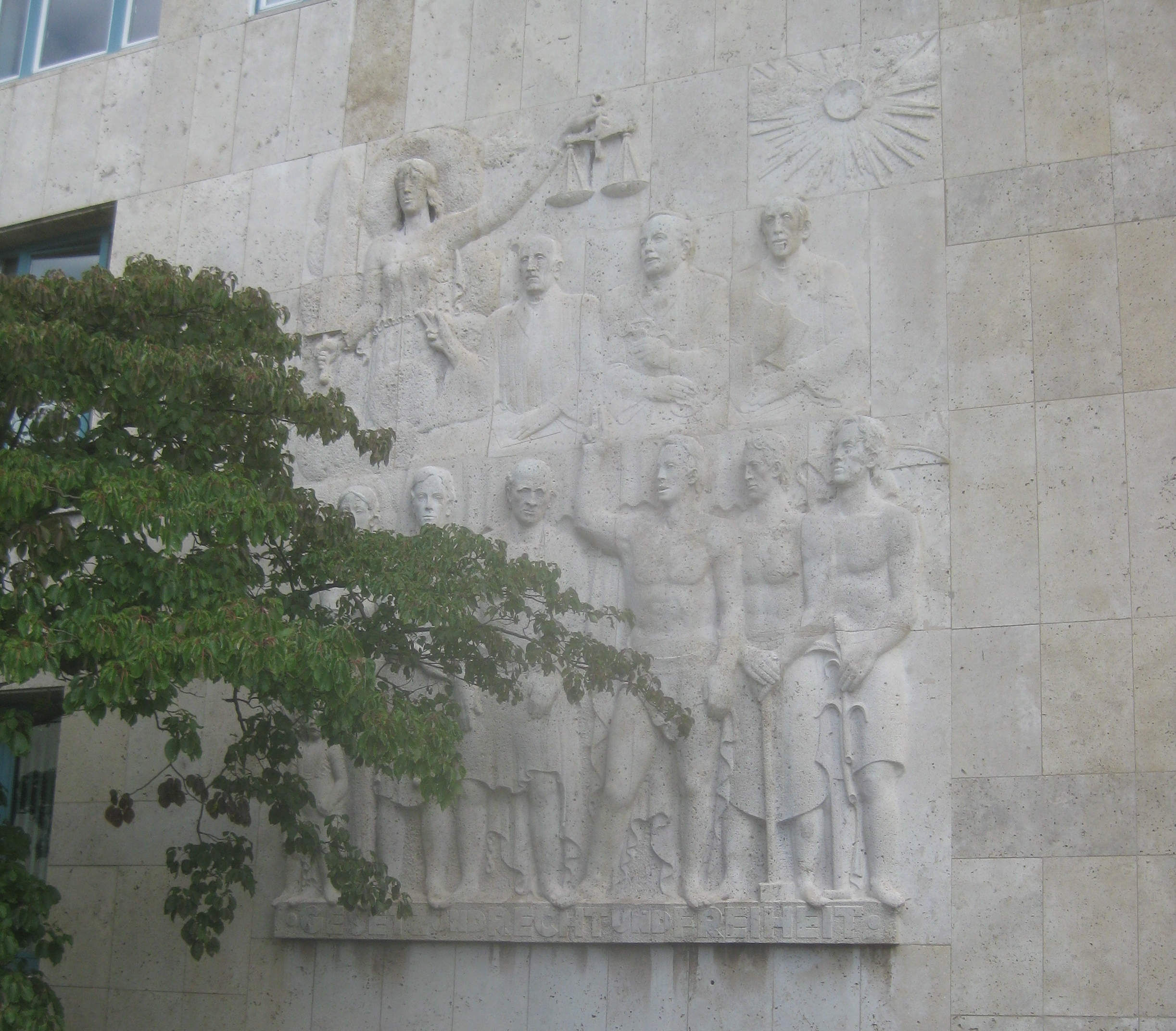
Hochrelief Der Schwur.

In der Mitte des Vorplatzes erhebt sich eine hohe rechteckige Säule aus sechs Kalksteinquadern, aus der blockartig die Figur des „Genius“ herauswächst (siehe Titelbild). Die Rückseite der Säule verjüngt sich nach oben wie ein Strebepfeiler und unterstreicht dadurch die Dynamik der leicht vorgeneigten Figur. Auf der Stirnfläche der Säule ist der Artikel 1 der Verfassung des Landes Baden-Württemberg eingemeißelt.
Der Genius wurde von dem Bildhauer Hermann Kress nach einem Entwurf von Hermann Brachert 1956 geschaffen. Die überlebensgroße Figur, „eine Art Erzengel Michael, der sieghaft den Fuß auf das Unrecht in Gestalt einer Schlange setzt“, trägt ein körperlanges grobfaltiges Gewand, einen starren Halskragen und eine das Haar verhüllende Kappe. Die linke Hand erhebt sich wie in Abwehr, die rechte hält einen nicht identifizierten Gegenstand.

### Hochrelief
Das quadratische Hochrelief „Der Schwur“, eine allegorische Darstellung der Rechtspflege, hat eine Seitenlänge von rund 6 Metern und wurde 1953 von dem Bildhauer Hermann Kress nach einem Entwurf von Hermann Brachert geschaffen. Es befindet sich, halb verdeckt von der Laubkrone eines Baumes, an der rechten Ecke des Hochhauses an der Urbanstraße 18.
Über der Inschrift „Gesetz und Recht und Freiheit“ steht das Volk, repräsentiert durch die Vertreter verschiedener Stände: Mutter mit Kind, Soldat, Mann mit hängenden Armen, Mann mit Schwurhand, Handwerker mit Vorschlaghammer und Bauer mit Sense und Schößling. Über dem halbnackten Volk thront das Schwurgericht mit drei Richtern, von denen einer die Hand zum Schwur erhebt. Hoch über allen steht Justitia mit Richtschwert und Waage, und alles wird von der Sonne überstrahlt, die die Wahrheit an den Tag bringt.
Die drei Richter (von links nach rechts) sind mit den Zügen des damaligen Oberlandesgerichtspräsidenten Robert Perlen, des Ministerpräsidenten Reinhold Maier und des Justizministers Josef Beyerle dargestellt.

### Mahnmal

#### Beschreibung
Von der Urbanstraße gelangt man über eine Treppe zum Vorplatz des Landgerichts. Links von der Treppe verläuft eine mannshohe Quadermauer aus rotem Sandstein. Unter der Mauerkrone springt eine keilförmige Mauerlage aus rotem Marmor hervor. Sie trägt das unauffällige, kaum wahrnehmbare Inschriftenband
DEN OPFERN DER JUSTIZ IM NATIONALSOZIALISMUS ZUM GEDENKEN
HUNDERTE WURDEN HIER IM INNENHOF HINGERICHTET
DEN LEBENDEN ZUR MAHNUNG
Der Stuttgarter Journalist Joe Bauer meinte: „Man braucht sehr gute Scouts, um dieses Mahnmal zu entdecken; es wurde wissentlich versteckt.“ Das Mahnmal wurde am 13. Juni 1994 eingeweiht. Es erinnert an die mindestens 450 Opfer der NS-Justiz, die 1933 bis 1944 im Lichthof des vormaligen Justizgebäudes mit dem Fallbeil hingerichtet wurden. An der Stelle der Hinrichtungsstätte des NS-Regimes befindet sich heute ein Parkplatz für die Mitarbeiter des Gerichts.

#### Vorgeschichte
Das Justizgebäude war Sitz des berüchtigten „Sondergerichts Stuttgart“. Es „urteilte unter seinem Vorsitzenden Cuhorst (seit 1. Oktober 1937) zunehmend auch sog. ‚Rundfunkverbrechen‘, ‚Volksschädlingsverbrechen‘ und ‚Gewaltverbrechen‘ ab. Dabei wurden wegen geringfügigster Vergehen, etwa kleiner Diebstähle Todesurteile verhängt, aber auch wegen spezifischer NS-Tatbestände wie etwa der ‚Schädigung des Ansehens des deutschen Volkes‘, womit nach der ‚Polenstrafrechtsverordnung‘ intime Beziehungen eines polnischen Zwangsarbeiters mit einer deutschen Frau verstanden wurden.“.

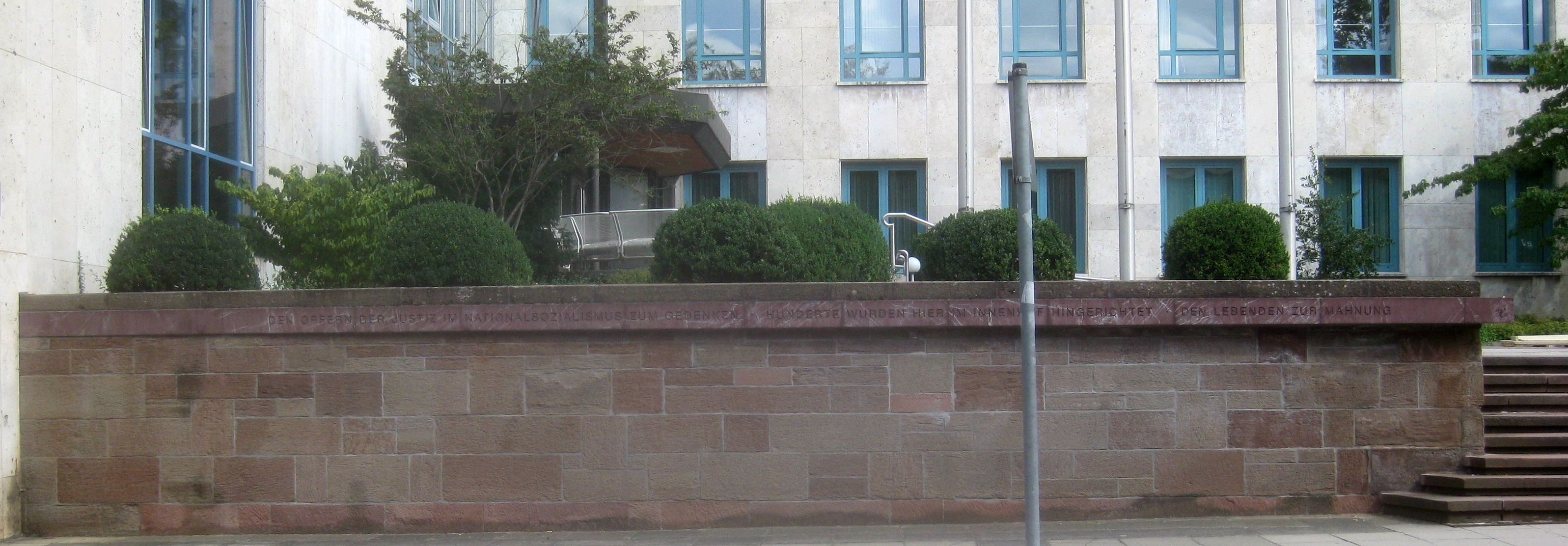
Mahnmal

Die Stuttgarter Hinrichtungsstätte gehörte neben München und Hamburg als Zentrale Hinrichtungsstätte zu den größten ihrer Art. Nach dem Forschungsstand von 2019 ging man von mindestens 423 vollzogenen Hinrichtungen aus. 237 der Urteile fällten die Sondergerichte in Stuttgart (108), Mannheim (59), Saarbrücken (23), Freiburg (21), Straßburg (16), Kaiserslautern (4), Metz (3), Karlsruhe, Frankenthal und Landau (je 1), 72 Militärgerichte, 71 der Volksgerichtshof, 29 landgerichtliche Schwurgerichts- und Strafkammern, 11 Strafsenate des Oberlandesgerichts und 2 das Reichsgericht. Alle drei bis vier Wochen reiste der Scharfrichter Johann Reichhart an, der für Stuttgart zuständig war. Von März 1942 bis September 1944 fanden regelmäßig Hinrichtungen statt, seit Sommer 1942 stark zunehmend. An manchen Tagen wurden mehr als 20 Todesurteile vollstreckt, am 1. Juni 1943 sogar 34. Die in dem sogenannten „Untersuchungsgefängnis Stuttgart“ untergebrachten Häftlinge wurden im Dreiminutentakt zwischen fünf und sieben Uhr morgens mit dem Fallbeil enthauptet. Wenn die Mitarbeiter zum Dienst antraten, war alles wieder weggeräumt.
Die Leichname der Getöteten wurden in die anatomischen Institute der Universität Tübingen und der Universität Heidelberg verbracht und den Medizinstudenten zu „Übungszwecken“ überlassen. In Tübingen wurden die Überreste der Leichen in dem Gräberfeld X auf dem Stadtfriedhof vergraben.

#### Ausblick
Fritz Endemann, ehemals Verwaltungsrichter am Landgericht Stuttgart und Initiator des Mahnmals, fordert: „Es muss unbedingt geändert werden, dass an der Stelle, wo das Blut von 450 Menschen geflossen ist, jetzt Autos abgestellt werden“. Im Übrigen setzt er sich dafür ein, „dass das Gedenken an diesem Ort würdiger wird. ‚Diese Inschrift ist optisch und inhaltlich unzureichend‘, kritisiert er. In den 1990er Jahren war keine detaillierte Aussage durchzusetzen. Auch die Namen der Hingerichteten sollten nicht genannt werden. Das könnte sich bald ändern.“
In einem Artikel über sieben französische Widerstandskämpfer aus Dijon, die im Hof des Landgerichts ermordet wurden, bezeichnet der Journalist Roger Repplinger das Mahnmal als „Anonyme Gedenktafel“ und führt weiter aus: „Um das Wort ‚Mord‘ drückt sich die Inschrift genauso wie um ‚Unrecht‘. Und ob man den Männern und Frauen, die hier ermordet wurden, mit der Bezeichnung ‚Opfer‘ gerecht wird, ist mehr als fraglich. Es wird überhaupt, ungewöhnlich für Juristen, jedes konkrete Datum verweigert: Wie hießen die Hingerichteten? Wie viele waren es? Woher kamen sie? Wer hat sie für was verurteilt? Wer war außer den Richtern beteiligt? Wer hat sie hingerichtet?“
Den französischen Widerstandskämpfern wurde ein Mindestmaß an würdiger Erinnerung zuteil, nicht in Stuttgart, sondern in Dijon: Am Bahnhof von Dijon erinnert eine Gedenktafel an die Toten: „Auf dieser Tafel steht, dass sieben Eisenbahner, Mitglieder der französischen Widerstandsbewegung, am 19. April 1944 in Stuttgart geköpft wurden: ‚Décapités par les Nazis le 19. Avril à Stuttgart.‘ Und dann werden sieben Namen mit Altersangaben aufgelistet.“ Die Überreste der Toten wurden in die Anatomie Heidelberg verbracht.

## Geschichte

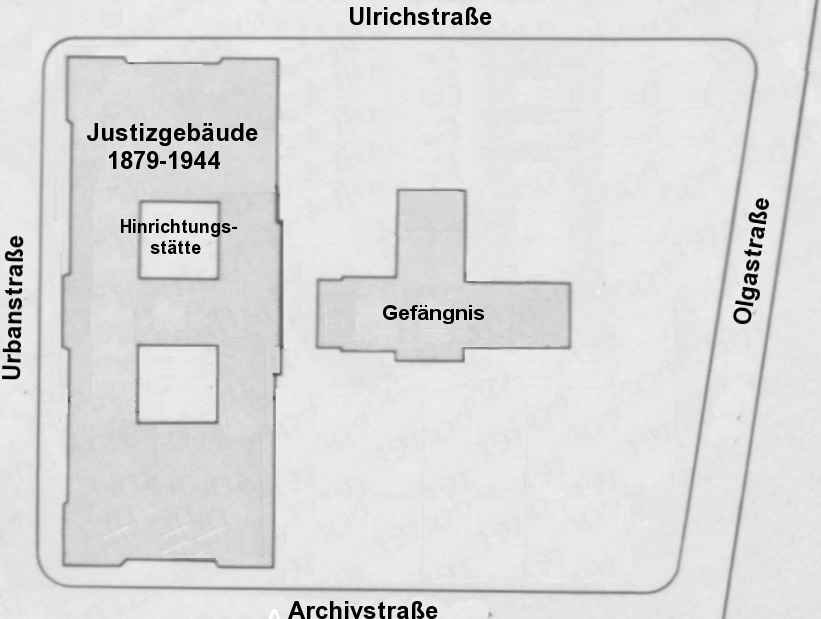
Plan des Justizgebäudes, 1879–1945.
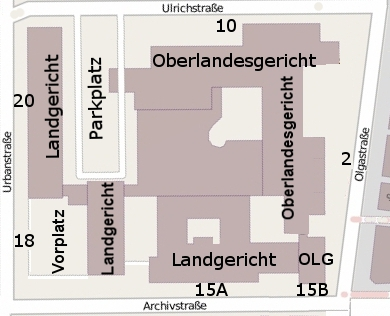
Plan des Stuttgarter Justizviertels, 2016.

### Kaiserreich und Weimarer Republik
Am 1. Oktober 1879 traten die Reichsjustizgesetze in Kraft, darunter das Reichsgerichtsverfassungsgesetz vom 27. Januar 1877 und das Württembergische
Ausführungsgesetz vom 24. Januar 1879, die unter anderem den Aufbau des Gerichtswesens regelten. Im Rahmen dieser Reformen wurde der bisherige Kreisgerichtshof Stuttgart durch das Landgericht Stuttgart abgelöst. Der Gerichtsbezirk umfasste die Amtsgerichte Stuttgart, Stuttgart-Cannstatt, Böblingen, Esslingen, Leonberg, Ludwigsburg und Waiblingen.
| - Justizgebäude, 1878–1944, Ecke Urbanstraße (links) und Archivstraße, Zeichnung 1878. | - Justizgebäude, 1879–1944, Ecke Urbanstraße (links) und Archivstraße, Foto 1889. |

Im Hinblick auf die Reform des Gerichtswesens durch die Reichsjustizgesetze wurde von 1875 bis 1879 an der Urbanstraße zwischen Ulrichstraße und Archivstraße ein neues Gebäude errichtet, das ab 1879 das Oberlandesgericht und das Landgericht aufnahm. Das Justizgebäude wurde nach den Plänen des Architekten Theodor von Landauer, damals württembergischer Oberbaurat, auf dem Gelände des heutigen Justizviertels als prunkvoller, palastähnlicher Bau im Stil der Hochrenaissance Palladios erbaut. Die vier Außenflügel und ein Mittelbau schlossen zwei quadratische Innenhöfe ein, von denen der nördliche als Hinrichtungsstätte benutzt wurde. Das Justizgebäude enthielt neben zahlreichen Amtsräumen einen Schwurgerichtssaal und acht weitere Verhandlungsräume. Zwei allegorische Figuren „Gerechtigkeit und Gesetz“ des Bildhauers Karl Kopp schmückten die Attika des Mittelbaus an der Hauptfront zur Archivstraße. Ein T-förmiger Bau hinter dem Justizgebäude, der 1878 bis 1880 ebenfalls von Landauer errichtet wurde, diente als Gefängnis. Es war durch einen unterirdischen Gang mit dem Hauptbau verbunden. Das Justizgebäude wurde 1944 fast vollständig zerstört, lediglich das ehemalige Amtsgericht an der Archivstraße 15B blieb weitgehend verschont. Die erhaltenen Umfassungsmauern wurden abgetragen, als in den 1950er Jahren die Neubauten von Oberlandesgericht und Landgericht errichtet wurden.

### Nationalsozialismus
Über das Personal des Landgerichts und die bearbeiteten Verfahren in der Zeit des Nationalsozialismus ist nur wenig bekannt, weil viele Akten im Krieg vernichtet wurden. Durch die Verreichlichung der Justiz zum 1. April 1935 wurde die Justizhoheit von den Ländern auf das Reichsjustizministerium übertragen, damit wurde auch das Landgericht Stuttgart dem Reichsjustizministerium unterstellt. Auf Grund des Gesetzes zur Wiederherstellung des Berufsbeamtentums von 1933 und des Reichsbürgergesetzes von 1935 wurden die jüdischen Beschäftigten aus dem Dienst entfernt.

#### Rasseschutzkammer
Das „Gesetz zum Schutze des deutschen Blutes und der deutschen Ehre“ vom 15. September 1935, das sogenannte „Blutschutzgesetz“, verbot Eheschließungen und den außerehelichen Geschlechtsverkehr zwischen „Juden, Zigeunern und Negern“ mit „Staatsangehörigen deutschen oder artverwandten Blutes“. Verstöße gegen das Gesetz wurden bei Männern mit Gefängnis oder Zuchthaus, ab 1941 auch mit Todesstrafe bedroht, Frauen blieben straffrei.
Wie in allen anderen Landgerichten mussten auch in Stuttgart Rasseschutzverfahren in der Regel einer einzigen Strafkammer übertragen werden. Auf Anordnung des Landgerichtspräsidenten Martin Rieger wurde 1937 die Strafkammer V des Landgerichtes zur Rasseschutzkammer bestimmt. Die beteiligten Richter der Rasseschutzverfahren wendeten das Gesetz willfährig und rigoros an, obwohl einige sogar der Bekennenden Kirche angehörten. Siehe auch: Rasseschutzverfahren.

#### Sondergericht Stuttgart
Im Justizgebäude tagte ab 1933 neben dem Landgericht und dem Oberlandesgericht auch das Sondergericht Stuttgart, das im Bezirk des Oberlandesgerichts Stuttgart außerhalb der ordentlichen Gerichtsbarkeit für Strafverfahren und politische Verfahren zuständig war. Manche Richter des Landgerichts wurden im Lauf ihrer Karriere an das Sondergericht berufen (siehe #Richter zur Nazizeit). Das Sondergericht war berüchtigt für die massenhafte Verhängung von Todesstrafen bzw. langjährigen Zuchthausstrafen oder Inhaftierung in Konzentrationslagern wegen geringfügiger Strafdelikte oder spezifischer NS-Tatbestände. Im nördlichen Lichthof des Justizgebäudes wurden über 450 Todesurteile, darunter 200 Urteile des Sondergerichts Stuttgart, vollstreckt (siehe Mahnmal, Vorgeschichte).

#### Letzte Kriegsjahre
Bei einem Bombenangriff in der Nacht vom 12. auf den 13. September 1944 wurde das Justizgebäude bei einem schweren Luftangriff bis auf die Umfassungsmauern zerstört, das Untersuchungsgefängnis wurde „nur beschädigt“. Das Landgericht wurde provisorisch in dem ebenfalls im Justizviertel liegenden Gebäude Ulrichstraße 10–12 untergebracht. Mit der Besetzung Stuttgarts durch französische Truppen am 21. April 1945 hörte jede deutsche Gerichtsbarkeit auf.

#### Opferliste

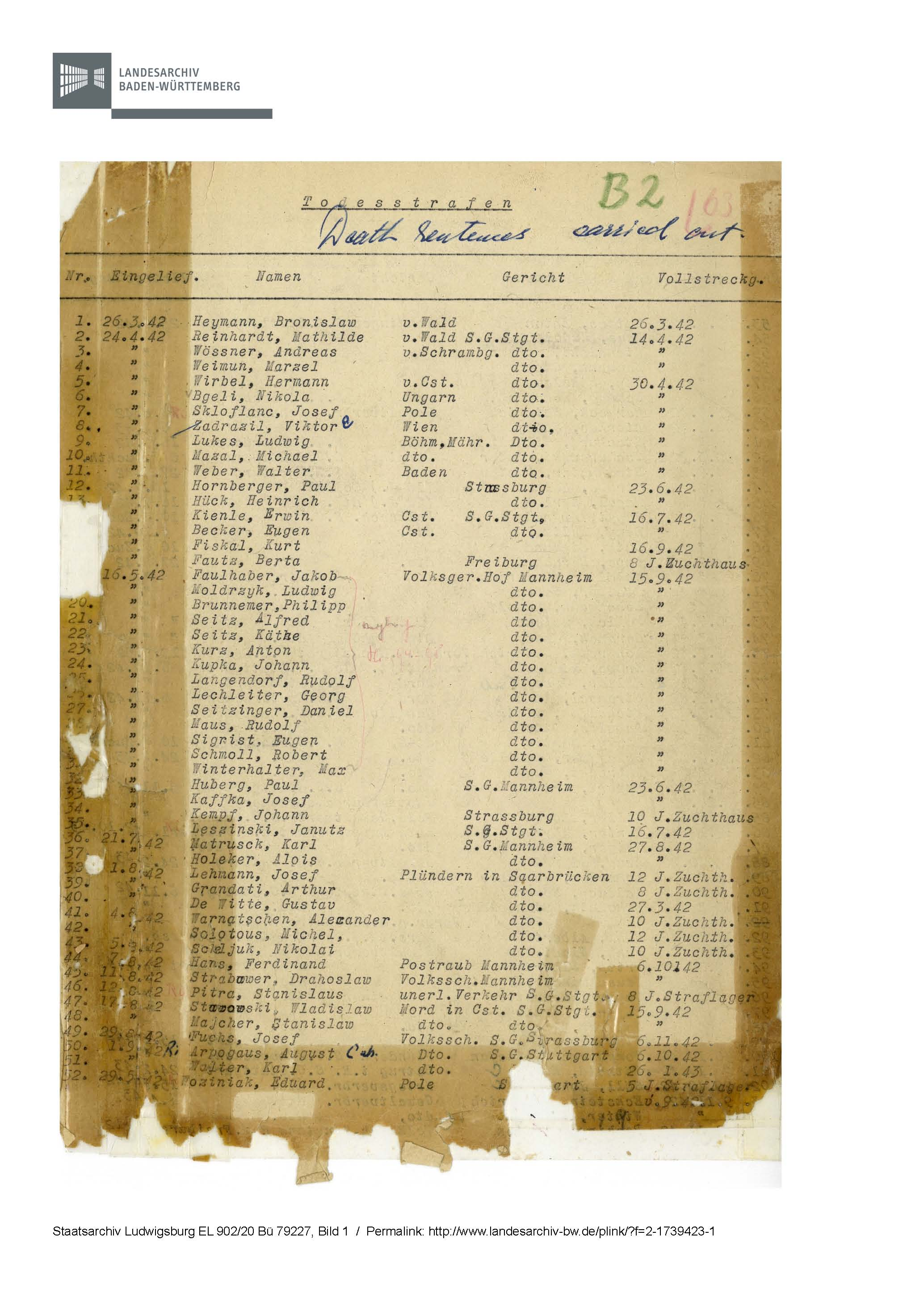
Liste „Todesstrafen“, Seite 1

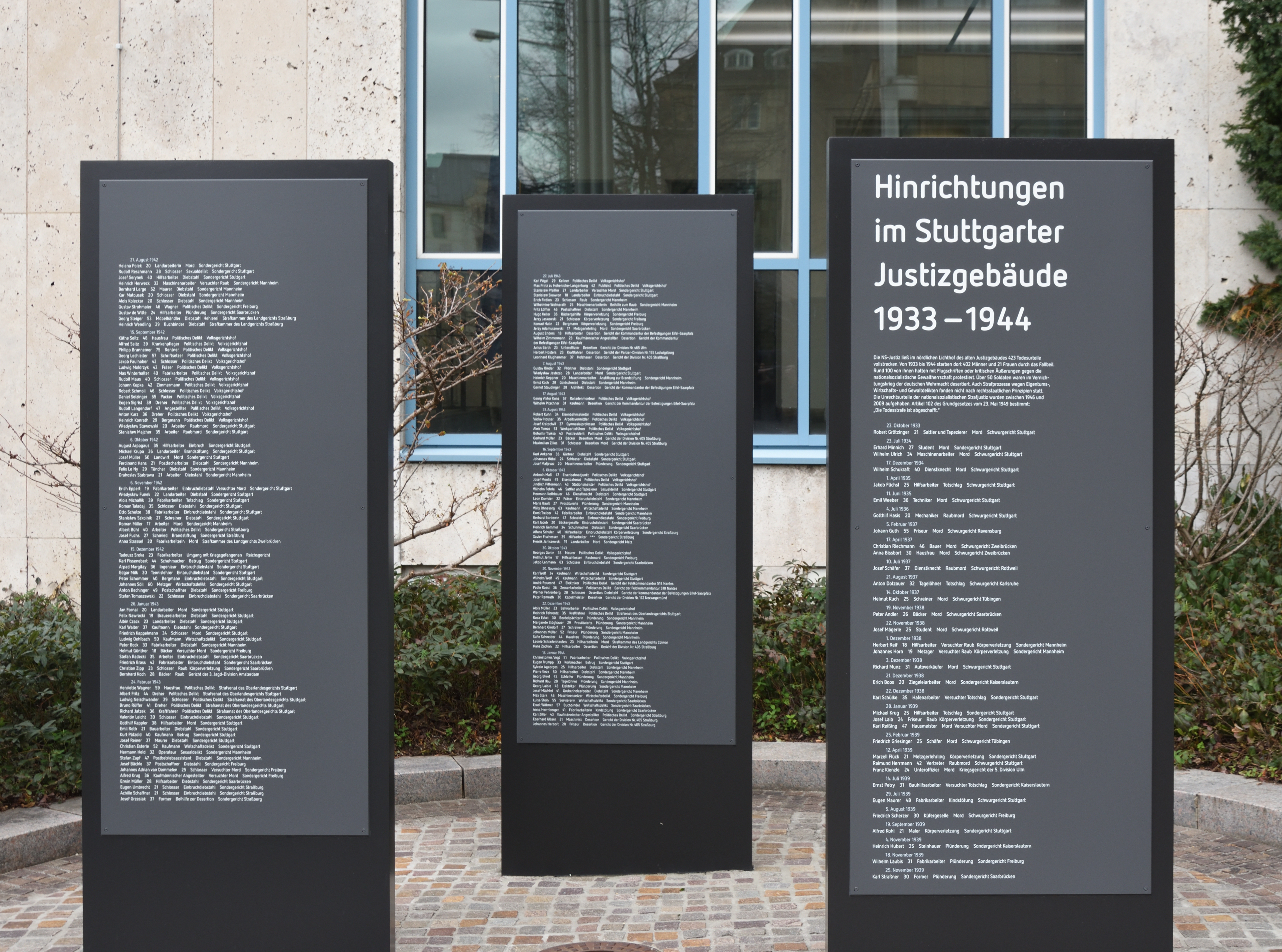
Stelen mit den Namen von Ermordeten 1933–1945

Siehe auch: Liste von im Deutschen Reich hingerichteten Personen.
Es wurden nicht nur Todesurteile vollstreckt, die durch das Sondergericht Stuttgart oder das Oberlandesgericht verhängt wurden, vielmehr wurden Opfer aus ganz Südwestdeutschland zur Zentralen Hinrichtungsstätte nach Stuttgart verbracht und dort geköpft.
Da viele Akten im Krieg vernichtet wurden, wird sich die genaue Anzahl der Ermordeten nicht mehr feststellen lassen. Fritz Endemann, ehemaliger Verwaltungsrichter am Landgericht Stuttgart, zieht das Fazit: „Doch die Dimensionen sind klar erkennbar: Beim Stuttgarter Standesamt befinden sich Sterbeurkunden über 454 Hinrichtungen zwischen dem 23. Oktober 1933 und dem 24. August 1944. Eine offenbar im Untersuchungsgefängnis Stuttgart gefertigte Liste … verzeichnet für den Zeitraum vom 26. März 1942 bis zum 24. August 1944 375 Hinrichtungen. Ein näherer Vergleich der Sterbeurkunden mit dieser Liste zeigt, daß sie nicht vollständig sind.“

##### Amtliche Liste
Im Staatsarchiv Ludwigsburg wird eine maschinengeschriebene amtliche Liste mit dem Titel „Todesstrafen“ aufbewahrt, die nach dem Krieg erstellt wurde und sich unter anderem in der Spruchkammerakte des NS-Richters Hermann Cuhorst befindet. Sie kann als PDF-Datei von der Webseite des Staatsarchivs Ludwigsburg heruntergeladen werden. Die Liste deckt den Zeitraum zwischen dem 26. März 1942 und dem 24. August 1944 ab. Sie ist von 1–419 durchnummeriert und enthält die Namen von 420 zum Tode Verurteilten. 393 Urteile wurden vollstreckt, in den übrigen Fällen wurde die Strafe in eine Freiheitsstrafe umgewandelt, einige Häftlinge starben angeblich eines natürlichen Tods oder wurden an andere Haftanstalten überstellt, und eine Person wurde „begnadigt“. Auch diese Liste ist unvollständig und teilweise schlecht erhalten, so dass die resultierenden Zahlen nur einen Anhalt geben können.

##### Fehlliste
Die folgenden Listen enthalten die Namen von Personen, die in der amtlichen Liste fehlen.

###### Verschiedene
| → Spaltensortierung |
| - Eine Spalte sortieren: das Symbol im Spaltenkopf anklicken. - Nach einer weiteren Spalte sortieren: Umschalttaste gedrückt halten und das Symbol anklicken. |

| Name            | geboren | gestorben       | Leben                            | Grabstätte   | Quelle |
| --------------- | ------- | --------------- | -------------------------------- | ------------ | ------ |
| Martin Ganter   | 1891    | 26. Januar 1944 | Widerstandskämpfer               |              |        |
| Viktor Kunz     | 1885    | 14. August 1943 | Politiker und Widerstandskämpfer | Gräberfeld X |        |
| Philipp Ullrich | 1901    | 30. März 1944   | Widerstandskämpfer               |              |        |
| Karl Schmitt    | 1902    | 25. Juli 1944   | Widerstandskämpfer               |              |        |

###### Lechleitergruppe
Die Mannheimer Lechleitergruppe, eine antifaschistische Widerstandsgruppe, wurde von Georg Lechleiter begründet. Die Gruppe gab die KP-Untergrundzeitung „Der Vorbote“ heraus. 14 Mitglieder der Gruppe (siehe Tabelle) wurden wegen „Vorbereitung zum Hochverrat“ durch den 2. Senat des Volksgerichtshofes in Mannheim am 15. Mai 1942 zum Tode verurteilt. Sie wurden am 15. September 1942 zwischen 5:00 und 5:47 im Hof des Landgerichts Stuttgart guillotiniert. Die Leichname wurden zu „Studienzwecken“ in die Anatomie der Universität Heidelberg verbracht. Die Überreste von zehn der Toten wurden, soweit sie nicht zu Präparaten verarbeitet wurden, auf dem Bergfriedhof in Heidelberg vergraben.
Zur Lechleitergruppe gehörten auch Albert Fritz, Richard Jatzek, Ludwig Neischwander, Bruno Rüffer und Henriette Wagner, deren Hinrichtung in der amtlichen Liste unter dem 24. Februar 1943 aufgeführt ist.
| → Spaltensortierung |
| - Eine Spalte sortieren: das Symbol im Spaltenkopf anklicken. - Nach einer weiteren Spalte sortieren: Umschalttaste gedrückt halten und das Symbol anklicken. |

| Name                       | geboren | Leben |
| -------------------------- | ------- | --- |
| Georg Lechleiter           | 1885    | Schriftsetzer, bis 1932 Fraktionsführer der KPD im Badischen Landtag, 1933–1935 KZ Ankenbuck und KZ Kislau, 1935–1937 Arbeitsdienst am Westwall, um 1939 Gründung der Lechleitergruppe |
| Philipp Brunnemer          | 1867    | Werkmeister, SPD-Mitglied seit 1890 |
| Jakob Faulhaber            | 1900    | Schlosser, Mitglied der Arbeiterjugend der SPD, ab 1930 KPD-Mitglied, 1933–1934 KZ Kislau, danach Inhaber einer Gärtnerei, Aufbau von KPD-Betriebsgruppen in Mannheimer Großbetrieben  |
| Johann Kupka               | 1899    | Möglicherweise Autor der Broschüre: Johann Jakob Kupka: Deutsch-französische Verbrüderung, Eine Notwendigkeit. Brooklyn, N.Y.: F. Weidner, 1935, 31 Seiten                             |
| Anton Kurz                 | 1906    | Eisendreher, KPD-Mitglied |
| Rudolf Langendorf          | 1894    | Kaufmännischer Angestellter |
| Rudolf Maus                | 1902    | Schlosser in den Strebelwerken |
| Ludwig Moldrzyk            | 1899    | Fräser, KPD-Betriebsgruppe der Lanz AG, verhaftet 1933 und 1942, KZ Ankenbuck |
| Robert Schmoll             | 1896    | Schlosser |
| Alfred Seitz               | 1903    | Krankenpfleger in der Thoraxklinik Heidelberg-Rohrbach |
| Käthe Seitz geb. Brunnemer | 1894    | Hausfrau, SPD-Mitglied seit 1918, in den 1920er Jahren Stadtverordnete in Cleve (heute Kleve)                                                                                          |
| Daniel Seizinger           | 1887    | Elektriker im Radiogeschäft Burchhardt in Mannheim-Luzenberg, Umbau von Volksempfängern zum Abhören von Auslandsendern                                                                 |
| Eugen Sigrist              | 1903    | Dreher |
| Max Winterhalter           | 1902    | Fabrikarbeiter, KPD-Mitglied |

#### Dauerausstellung „NS-Justiz in Stuttgart“
Seit 2019 erinnert die Stuttgarter Justiz mit der Dauerausstellung „NS-Justiz in Stuttgart“ an das in der NS-Zeit begangene Unrecht. Die Ausstellung dokumentiert die nationalsozialistische Strafjustiz. Diese zielte zunächst auf die Ausschaltung politischer Gegner und die Unterdrückung einer kritischen Öffentlichkeit. 
Während des Zweiten Weltkriegs verhängte das Sondergericht Stuttgart dann 60 Prozent der Todesstrafen in Prozessen wegen Eigentums- und Wirtschaftsdelikten. Für ein Todesurteil des Volksgerichtshofs reichte die Kritik an der nationalsozialistischen Kriegführung aus. Die Dokumentation beleuchtet die Biografien der Richter und Staatsanwälte beim Sondergericht und bei den Strafsenaten des Oberlandesgerichts, die an Todesstrafen mitwirkten. Die meisten von ihnen waren von 1950 an wieder in der Justiz tätig. 
Ein weiterer Ausstellungsbereich erinnert an 73 jüdische Juristen aus dem Landgerichtsbezirk Stuttgart, die in der NS-Zeit entrechtet, ermordet oder in die Emigration gezwungen wurden.
Die Ausstellung wurde in einem Gemeinschaftsprojekt zusammen mit dem Haus der Geschichte Baden-Württemberg und dem Oberlandesgericht Stuttgart eingerichtet. Sie umfasst neben Tafeln im 1. Obergeschoss des Landgerichts mehrere Stelen auf dem Vorplatz an der Urbanstraße 20. Diese Stelen sind den 423 Menschen gewidmet, die von 1933 bis 1944 im nördlichen Lichthof des alten Justizgebäudes hingerichtet wurden.

### Nachkriegszeit
Am 10. September 1945 wurde Hermann Adolf Steidle durch die amerikanische Militärregierung zum ersten Nachkriegspräsidenten des Landgerichts ernannt. Ihm folgte bereits am 4. Dezember 1945 Robert Perlen als Landgerichtspräsident, während Franz Steinle Präsident des wiedererrichteten Oberlandesgerichts wurde. Der Gerichtsbezirk des Landesgerichts wurde wegen des Zuschnittes der Besatzungszonen um den amerikanisch besetzten Amtsgerichtsbezirk Nürtingen erweitert. Dieses Amtsgericht gehörte vorher zu dem ansonsten französisch besetzten Landgerichtsbezirk Tübingen. Bis zur Errichtung des Landgerichtneubaus 1956, des Langhauses an der Urbanstraße 20, war das Landgericht weiterhin in dem Gebäude Ulrichstraße 10–12 untergebracht. Das Oberlandesgericht nutzte das 1953 neuerbaute Hochhaus an der Urbanstraße 18 bis zu seinem Umzug 1982 in den Neubau an der Olgastraße 2. Das Landgericht bezog daraufhin zusätzlich zu dem Langhaus auch das Hochhaus, 2001 auch das ehemalige Amtsgericht an der Archivstraße 15A.

### Präsidenten
Quelle: #Sontag 2004, Seite 208.
| → Spaltenlegende und -sortierung |                                                                                                   |
| Legende |                                                                                                   |
| \| von \| Jahr des Amtsbeginns, Jahr–, zum Beispiel 1922–: Amtsbeginns in dem angegebenen Jahr oder früher. \| \| bis \| Jahr des Amtsendes, Jahr+, zum Beispiel 1960+: Amtsende in dem angegebenen Jahr oder später. \| |                                                                                                   |
| Sortierung |                                                                                                   |
| - Eine Spalte sortieren: das Symbol im Spaltenkopf anklicken. - Nach einer weiteren Spalte sortieren: Umschalttaste gedrückt halten und das Symbol anklicken.                                                            |                                                                                                   |
| von | Jahr des Amtsbeginns, Jahr–, zum Beispiel 1922–: Amtsbeginns in dem angegebenen Jahr oder früher. |
| bis | Jahr des Amtsendes, Jahr+, zum Beispiel 1960+: Amtsende in dem angegebenen Jahr oder später.      |

| \| von \| bis \| Name \| \| ---- \| ---- \| ----------------------------- \| \| 1879 \| 1884 \| von Weinschenk \| \| 1884 \| 1886 \| von Hufnagel \| \| 1886 \| 1893 \| von Firnhaber \| \| 1893 \| 1903 \| Friedrich August von Landerer \| \| 1903 \| 1904 \| von Sieber \| \| 1904 \| 1915 \| von Weigel \| \| 1915 \| 1924 \| von Korn \| \| 1924 \| 1926 \| Schmoller \| \| 1927 \| 1927 \| Hezel \| \| 1927 \| 1934 \| zum Tobel \| \| 1934 \| 1935 \| Otto Küstner \| \| 1935 \| 1942 \| Martin Rieger[27] \| \| 1943 \| 1945 \| Widmaier \| \| 1945 \| 1945 \| Hermann Adolf Steidle[28] \| \| 1945 \| 1949 \| Robert Perlen[29] \| \| 1949 \| 1952 \| Max Gasser[30] \| \| 1952 \| 1964 \| Hans Neidhard[31] \| \| 1964 \| 1964 \| Alfred Marx \| \| 1964 \| 1972 \| Edmund Wetzel \| \| 1972 \| 1974 \| Helmut Horn \| \| 1974 \| 1979 \| Maximilian Joos \| \| 1979 \| 1985 \| Haug \| \| 1986 \| 1990 \| Staiger \| \| 1990 \| 1998 \| Eitel \| \| 1998 \| 2002 \| Gerhard Schedler \| \| 2002 \| 2007 \| Peter Sontag \| \| 2007 \| 2013 \| Franz Steinle \| \| 2013 \| 2018 \| Cornelia Horz \| \| 2018 \| 2023 \| Andreas Singer[32] \| \| 2023 \| \| Hans-Peter Rumler[33] \| |      |                               |
| von | bis  | Name                          |
| 1879 | 1884 | von Weinschenk                |
| 1884 | 1886 | von Hufnagel                  |
| 1886 | 1893 | von Firnhaber                 |
| 1893 | 1903 | Friedrich August von Landerer |
| 1903 | 1904 | von Sieber                    |
| 1904 | 1915 | von Weigel                    |
| 1915 | 1924 | von Korn                      |
| 1924 | 1926 | Schmoller                     |
| 1927 | 1927 | Hezel                         |
| 1927 | 1934 | zum Tobel                     |
| 1934 | 1935 | Otto Küstner                  |
| 1935 | 1942 | Martin Rieger                 |
| 1943 | 1945 | Widmaier                      |
| 1945 | 1945 | Hermann Adolf Steidle         |
| 1945 | 1949 | Robert Perlen                 |
| 1949 | 1952 | Max Gasser                    |
| 1952 | 1964 | Hans Neidhard                 |
| 1964 | 1964 | Alfred Marx                   |
| 1964 | 1972 | Edmund Wetzel                 |
| 1972 | 1974 | Helmut Horn                   |
| 1974 | 1979 | Maximilian Joos               |
| 1979 | 1985 | Haug                          |
| 1986 | 1990 | Staiger                       |
| 1990 | 1998 | Eitel                         |
| 1998 | 2002 | Gerhard Schedler              |
| 2002 | 2007 | Peter Sontag                  |
| 2007 | 2013 | Franz Steinle                 |
| 2013 | 2018 | Cornelia Horz                 |
| 2018 | 2023 | Andreas Singer                |
| 2023 |      | Hans-Peter Rumler             |

### Richter zur Nazizeit
Es ist nur wenig bekannt über das Personal des Landesgerichts Stuttgart während der Nazizeit, weil viele Akten im Krieg vernichtet wurden.

#### Sondergericht
Über einige „Hauptbeteiligte“, die vom Landgericht Stuttgart in das Sondergericht Stuttgart berufen wurden, trug Fritz Endemann, ehemaliger Verwaltungsrichter am Landgericht Stuttgart, die wichtigsten Daten zusammen, die in der folgenden Tabelle wiedergegeben sind. Diese Übersicht ist in keiner Weise repräsentativ, sondern kann nur Anhaltspunkte über die Karrieren willfähriger Juristen in der Nazizeit geben. Alle aufgeführten Richter wurden nach dem Zweiten Weltkrieg im Spruchkammerverfahren entlastet oder als Mitläufer qualifiziert und machten abermals Karriere im Justizdienst.
| → Spaltenlegende und -sortierung |                                                                |
| Legende |                                                                |
| \| NSDAP \| Jahr des Eintritts in die NSDAP. \| \| Sondergericht \| Jahr der Berufung in das Sondergericht. \| \| Todesurteile \| Mitwirkung an Todesurteilen des Sondergerichts, Mindestanzahl. \| \| Spruchkammer \| Einstufung durch die Spruchkammer. \| |                                                                |
| Sortierung |                                                                |
| - Eine Spalte sortieren: das Symbol im Spaltenkopf anklicken. - Nach einer weiteren Spalte sortieren: Umschalttaste gedrückt halten und das Symbol anklicken.                                                                                                |                                                                |
| NSDAP | Jahr des Eintritts in die NSDAP.                               |
| Sondergericht | Jahr der Berufung in das Sondergericht.                        |
| Todesurteile | Mitwirkung an Todesurteilen des Sondergerichts, Mindestanzahl. |
| Spruchkammer | Einstufung durch die Spruchkammer.                             |

| Richter            | Lebens- daten | NSDAP | Laufbahn im Deutschen Reich                                                                | Sonder- gericht | Todes- urteile | Spruch- kammer | Laufbahn in der Bundesrepublik                  |
| ------------------ | ------------- | ----- | ------------------------------------------------------------------------------------------ | --------------- | -------------- | -------------- | ----------------------------------------------- |
| Hermann Azesdorfer | 1898–1977     | 1940  | 1937 Landgerichtsrat 1944 Oberlandesgerichtsrat                                            | 1939            | 11             | Mitläufer      | 1953 Landgerichtsrat 1956 Landgerichtsdirektor  |
| Alfred Bohn        | 1888–?        | –     | 1922 Landrichter 1929 Landgerichtsrat 1939 Oberlandesgerichtsrat 1940 Landgerichtsdirektor | 1933            | 14             | entlastet      | Staatsanwalt                                    |
| Helmut Dinkelacker | 1906–?        | 1933  | 1922 Landrichter                                                                           | ?               | 6              | ?              | 1953 Landgerichtsrat 1964 Regierungsdirektor    |
| Max Hegele         | 1885–?        | ?     | 1929 Landgerichtsrat 1940 Landgerichtsdirektor                                             | 1933            | 4              | Mitläufer      | Pensionsreife                                   |
| Adolf Payer        | 1896–?        | 1933  | 1935 Landgerichtsrat 1943 Landgerichtsdirektor                                             | 1939            | 9              | Mitläufer      | 1953 Landgerichtsrat 1956 Landgerichtsdirektor  |
| Max Stuber         | 1891–?        | 1933  | 1934 Landgerichtsrat 1944 Oberlandesgerichtsrat                                            | 1939            | 6              | entlastet      | 1953 Landgerichtsrat 1953 Oberlandesgerichtsrat |

#### Rasseschutzverfahren
In den Rasseschutzverfahren traten besonders Walter Widman, Vorsitzender Richter der Rasseschutzkammer, und Paul Theodor Huzel, Vorsitzender der Strafkammer III, hervor. Obwohl beide der Bekennenden Kirche angehörten, wendeten sie das „Blutschutzgesetz“ willfährig und rigoros an.
| Richter            | Lebens- daten | NSDAP | Laufbahn im Deutschen Reich                                          | Spruch- kammer | Laufbahn in der Bundesrepublik |
| ------------------ | ------------- | ----- | -------------------------------------------------------------------- | -------------- | ------------------------------ |
| Walter Widmann     | 1893–?        | –     | Landgerichtsdirektor 1937 Vorsitzender Richter der Rasseschutzkammer | nicht belastet | ?                              |
| Paul Theodor Huzel | 1877–?        | 1933  | 1929 Landgerichtsdirektor, Vorsitzender Richter der Strafkammer III  | Mitläufer      | Justizangestellter Richter     |

## Frank Fahsel
Am 9. April 2008 veröffentlichte die Süddeutsche Zeitung einen Leserbrief von Frank Fahsel aus Fellbach. Dieser stellte sich darin als ehemaliger Richter am Landgericht Stuttgart vor (1973–2004) und behauptete, er habe „ebenso unglaubliche wie unzählige, vom System organisierte Rechtsbrüche und Rechtsbeugungen erlebt“ und er habe „unzählige Richterinnen und Richter, Staatsanwältinnen und Staatsanwälte erleben müssen, die man schlicht ‚kriminell‘ nennen kann“. Anlässlich des sogenannten Sachsensumpfes gab er an, er kenne auch in Stuttgart diverse Richter und Staatsanwälte, die „in den Puff“ gingen. Der Brief beinhaltete weder konkretere Sachverhalte noch Namen und erschien unter dem Titel „Konsequente Manipulation“.
Die Vorwürfe gegen das Landgericht Stuttgart lösten einen Shitstorm aus. Ein halbes Jahr nach der Veröffentlichung des Leserbriefs stellte der Journalist Andreas Müller in der Stuttgarter Zeitung fest: „Mehr als 600 Einträge finden sich bei der Internetsuchmaschine Google inzwischen unter seinem Namen. Nahezu in jedem Forum von Justizkritikern, -opfern oder -geschädigten wird aus seinem Verdikt zitiert. […] Inzwischen avancierte Fahsel zu einer Art Kronzeugen für all jene, die aus den unterschiedlichsten Gründen mit der Justiz hadern. Wenn sogar ein ehemaliger Richter aus intimer Binnensicht so urteile, folgern sie, dann müsse das deutsche Rechtssystem ja wirklich verkommen sein.“
Außer im Artikel von Andreas Müller wurde der Leserbrief fast ausnahmslos lediglich zitiert, ohne jede kritische Stellungnahme zu Fahsels Äußerungen. Es gab mehrere ablehnende Äußerungen aus Justiz und Politik zu den Vorwürfen des Leserbriefschreibers.
Der Präsident des Landgerichts Stuttgart Franz Steinle sah in den Anwürfen des früheren Kollegen „reine Diffamierungen“. Eberhard Stilz, Präsident des Oberlandesgerichts Stuttgart, hielt es „nicht für angezeigt, dem Leserbrief die Ehre einer Erwiderung angedeihen zu lassen“. Reagieren könne man nur auf eine Äußerung, „die ein bestimmtes Niveau hat“. Im baden-württembergischen Justizministerium unter Ulrich Goll (FDP) hielt man die „grob ehrenrührigen Behauptungen und Werturteile“ für viel zu pauschal. Die Bundesministerin der Justiz Brigitte Zypries (SPD), die auf der Internetplattform „abgeordnetenwatch.de“ mit Fahsels Leserbrief konfrontiert wurde, antwortete: „Ich halte die Vorwürfe gegen den deutschen Rechtsstaat und vor allem den Vorwurf, ‚unzählige Richterinnen und Richter, Staatsanwältinnen und Staatsanwälte’ seien kriminell für abwegig und infam.“
Der von Andreas Müller als „namhaft“ apostrophierte Autor Hans-Joachim Selenz schrieb hingegen zu Fahsels Vorwürfen: „Würde dies ein einfacher Bürger behaupten, der von einem dieser kriminellen Gesetzeswächter gerade seiner Rechte beraubt wird, säße er – mit hoher Wahrscheinlichkeit – alsbald hinter Gittern. Es sei denn, es ist die Wahrheit […] Besser kann man den Zustand in den Teilen der deutschen Justiz nicht auf den Punkt bringen, mit Hilfe derer Politik und Wirtschaft den Rechtsstaat missbrauchen“ und verwendet Fahsels Vorwürfe auf seiner Website, um seine eigene partielle Kritik an der Justiz zu untermauern.
Der Leserbrief des Exrichters kursiert weiterhin im Internet. Zu einer gerichtlichen Klärung der Vorwürfe oder einem inhaltlichen Diskurs kam es nicht, da Fahsel keine im Nachhinein überprüfbaren Tatsachen benannt hatte. Nach Andreas Müller wurde das Schreiben des Exrichters bei der Staatsanwaltschaft Stuttgart schlicht „zur Kenntnis genommen“, die Vorwürfe seien zu unkonkret, um ihnen inhaltlich nachzugehen, aber auch zu vage, um etwa wegen Beleidigung zu ermitteln. Etwaige während Richter Fahsels Dienstzeit begangene Rechtsbeugungen sind seit spätestens 2009, etwaige Beleidigungen durch den Leserbrief oder die zitierten Kommentare seit 2011 verjährt.

### Allgemein
- Der Bildhauer Prof. Hermann Brachert 1890–1972. Ausstellung zum 100. Geburtstag. Plastiken, Bernsteinarbeiten, Zeichnungen. 10. Juni – 1. Juli 1990, 29. Ostdeutsche Kulturwoche Ravensburg. Ravensburg 1990.
- Geschichte OLG Stuttgart (Teil 5). In der Zeit der NS-Justiz 1933 bis 1945, online.
- (gie): Feierstunde im Turm der Gerechtigkeit. Das Stuttgarter Justizhochhaus eingeweiht – Zwei neue Senate beim Oberlandesgericht. In: Stuttgarter Zeitung. 28. Mai 1953, S. 12.
- Ortwin Henssler: 100 Jahre Gerichtsverfassung, Oberlandesgerichte Karlsruhe und Stuttgart 1879–1979. Villingen-Schwenningen 1979, S. 64, 74–75, 77.
- Max Joos, Franz Stümper, Adalbert Sack: Landgericht Stuttgart einst und jetzt. Festschrift zur Übergabe des neuen Landgerichtsgebäudes. Stuttgart 1956.
- Peter Sontag: Das Landgericht Stuttgart. In: #Stilz 2004, S. 201–208.
- Eberhard Stilz (Herausgeber): Das Oberlandesgericht Stuttgart: 125 Jahre, 1879–2004. Villingen-Schwenningen 2004.

### Gebäude
- Das neue Justizgebäude und der Neubau der k. öffentlichen Bibliothek in Stuttgart. In: Zeitschrift für Baukunde, 1880, Band 3, Spalte 251–253.
- Theodor von Landauer: Das neue Justiz-Gebäude in Stuttgart. In: Allgemeine Bauzeitung, Jahrgang 53, 1888, S. 14–16, Tafel 11–15, Text, Tafeln.
- Theodor von Landauer und andere: Gerichtshäuser, Straf- und Besserungs-Anstalten. In: Handbuch der Architektur, Teil 4, Halbband 7, Heft 1. Stuttgart 1900, S. 295–299 (Justizgebäude), 430–432 (Gefängnis), online.
- Gilbert Lupfer: Architektur der fünfziger Jahre in Stuttgart. Tübingen 1997, S. 237–243.
- Gustav Wais: Alt-Stuttgarts Bauten im Bild: 640 Bilder, darunter 2 farbige, mit stadtgeschichtlichen, baugeschichtlichen und kunstgeschichtlichen Erläuterungen. Stuttgart 1951, Nachdruck Frankfurt am Main 1977, S. 664.
- Martin Wörner, Gilbert Lupfer, Ute Schulz: Architekturführer Stuttgart. Berlin 2006, Nr. 61.

### Nationalsozialismus
- Hermann G. Abmayr (Herausgeber): Stuttgarter NS-Täter. Vom Mitläufer bis zum Massenmörder. Stuttgart 2009.
- Michael Czaszkoczy; Dieter Fehrentz; Vera Glitscher: Mannheim geheim. Der Fall Vorbote. Geschichte der Mannheimer Lechleiter-Widerstandsgruppe, 2005, online.
- Fritz Endemann: Nationalsozialistische Strafjustiz in Stuttgart. In: Schwäbische Heimat, Jahrgang 42, 1991, Heft 4, Seite 303–313.
- Fritz Endemann: Hermann Cuhorst und andere Sonderrichter. Justiz des Terrors und der Ausmerzung. In: #Abmayr 2009, Seite 332–345.
- Gerhard Hiller: Walter Widmann, Paul Theodor Huzel. In: #Abmayr 2009, Seite 346–361.
- Hans Joachim Lang: Die Spur zum Gräberfeld X. Gespräch mit Carmen Eckardt über ihren Film „Viktors Kopf“. In: Schwäbisches Tagblatt, 16. März 2016, online.
- Alfred Marx: Das Schicksal der jüdischen Juristen in Württemberg und Hohenzollern : 1933 – 1945. Villingen 1965.
- Sybille Neth: Die blutige Spur führt an die Urbanstraße. In Stuttgarter Nachricht / Stuttgarter Zeitung, Nummer 32, 18. März 2016, Beilage Innenstadt Stuttgart – Mitte, West, Süd, Ost, Nord, Seite I. – Über den antifaschistischer Widerstandskämpfer Viktor Kunz, der 1943 im Hof des Landgerichts enthauptet wurde.
- Roger Repplinger: Von den Nazis geköpft. In: Kontext: Wochenzeitung, 20. August 2014, online.
- Roger Repplinger: Erschießen oder köpfen? In: Kontext: Wochenzeitung, 10. September 2014, online.
- Todesstrafen. Liste der zum Tode Verurteilten, die 1942–1944 in das Untersuchungsgefängnis Stuttgart eingeliefert wurden. Staatsarchiv Ludwigsburg, online.[46]
- Susanne Wein: Justiz. In: Susanne Wein: Alles erforscht? : Nationalsozialismus in Württemberg und Hohenzollern; Literaturbericht und Bibliografie. Norderstedt 2013, Seite 62–63.
- Günther Weinmann: Das Oberlandesgericht Stuttgart von 1933 his 1945. In: #Stilz 2004, Seite 37–62.
- Haus der Geschichte Baden-Württemberg (Hg.): NS-Justiz in Stuttgart. Stuttgart 2019.

### Frank Fahsel
- Frank Fahsel: Konsequente Manipulation. Eingeholt vom alten Schrecken. SZ vom 2. April. [Leserbrief]. In: Süddeutsche Zeitung, 9. April 2008.
- Andreas Müller: Ex-Richter geht mit seiner Zunft ins Gericht – und die schweigt. (Memento vom 19. Mai 2011 im Internet Archive) In: Stuttgarter Zeitung. 30. Oktober 2008.
- Hans-Joachim Selenz: Justiz-Sumpf Deutschland, Peine, 22. Mai 2008, online.